# Pat McCrory
Patrick Lloyd (Pat) McCrory (Columbus (Ohio), 17 oktober 1956) is een Amerikaans politicus van de Republikeinse Partij. Tussen 2013 en 2017 was hij de gouverneur van North Carolina. Hij diende van 1995 tot 2009 als burgemeester van Charlotte.